# Золотая урна (Тибет)
Золотая урна (тиб. གསེར་ བུམ་ སྐྲུག་ པ) — наименование процедуры распознавания реинкарнаций тибетских лам, введённой в конце XVIII века китайским императором Цяньлуном.
С учётом регулярно повторяющихся при выборах новых Далай-лам и Панчен-лам злоупотреблений, таких как кумовство, китайский император издал в 1792 году указ, в соответствии с которым была введена процедура выбора. Она заключалась в вытягивании членами специальной комиссии, состоящей из лам, под надзором представляющего китайские власти амбаня одной из предварительно помещённых в специальную «урну судьбы» бумажек, на которых были написаны имена кандидатов на китайском, маньчжурском и тибетском языках, а также даты их рождения. Присланная Цаньлуном золотая урна хранится в монастыре Джоканг. Подобная же золотая урна имелась в храме Юнхэгун в Пекине и предназначалась для выбора реинкарнаций монгольских лам.
Золотая урна, призванная олицетворять собой силу китайской власти, со временем стала игнорироваться тибетскими ламами. Часто выбор с её помощью осуществлялся уже постфактум, только подтверждая результаты, полученные ранее посредством традиционных методов выявления новых реинкарнаций. Во время выборов XIII и XIV Далай-лам выбор с помощью урн не проводился вовсе.
Ныне золотая урна рассматривается властями КНР в качестве одного из исторических свидетельств китайского суверенитета над Тибетом. С помощью золотой урны был в 1995 году выбран Гьялцен Норбу, объявленный в Китае реинкарнацией XI Панчен-ламы.